# Снежковка
Снежковка (укр. Сніжківка), село, 
Малокамышевахский сельский совет,
Изюмский район,
Харьковская область.
Код КОАТУУ — 6322887006. Население по переписи 2001 года составляет 97 (47/50 м/ж) человек.

## Географическое положение
Село Снежковка находится на левом берегу реки Северский Донец, выше по течению на расстоянии в 10 км расположено село Спиваковка, ниже по течению на расстоянии в 2 км расположен город Изюм, на противоположном берегу расположены сёла Донецкое и Шпаковка.
Село окружено большим лесным массивом (сосна).
Вокруг села много небольших озёр.
Рядом с селом расположен детский оздоровительный лагерь.

## Экономика
- Свино-товарная ферма.